# Welwiczja przedziwna
Welwiczja przedziwna, w. osobliwa (Welwitschia mirabilis Hook f.), funkcjonuje także pisownia welwiczia – gatunek endemicznej rośliny pustynnej reprezentujący monotypowy rodzaj welwiczja (Welwitschia) oraz także monotypową rodzinę welwiczjowate (Welwitschiaceae). Występuje na kamienistych równinach północnej Namibii i południowej Angoli, wzdłuż wybrzeża Oceanu Atlantyckiego (pustynia Namib, Kaokoland). Jest pustynną rośliną, w której zachodzi fotosynteza typu CAM.
Określana jako żywa skamieniałość. Charles Darwin uznał ją za „odpowiedź świata roślin na dziobaka”.

## Rozmieszczenie geograficzne
Zasięg gatunku obejmuje pas lądu wzdłuż wybrzeża południowo-zachodniej Afryki. Miejsce typowe znajduje się na przylądku Cabo Negro na północny wschód od miejscowości Tômbua w Angoli. Na północy zasięg sięga do okolic miejscowości Bentiaba (São Nicolau) w Angoli, przy ujściu okresowej rzeki Bentiaba (Nicolau River) (około 14°S). Na południu gatunek ten ma stanowiska sięgające do okolic Walvis Bay w Namibii (ok. 24°S). Większość stanowisk znajduje się w odległości do 80 km od brzegu oceanu, najdalsze sięgają ok. 200 km w głąb lądu. W północnej części zasięgu tj. w Angoli i na północno-zachodnich krańcach Namibii do miejsca zwanego Ogams/Ougams występuje podgatunek W. mirabilis subsp. mirabilis znany z 434 lokalizacji. Dalej na południe, tj. tylko w Namibii, sięgając na północy do rejonu miejscowości Mowe Bay, rośnie W. mirabilis subsp. namibiana znany z 527 lokalizacji. Znakomita większość stanowisk odkryta została po przełomie XX i XXI wieku, do którego to czasu znanych było ich tylko kilkadziesiąt. Do poprawy wiedzy o rozmieszczeniu gatunku wykorzystano m.in. analizę zdjęć lotniczych ze względu na trudną dostępność obszarów pustynnych, na których rośnie.

## Morfologia
PokrójBardzo oryginalny, roślina opisywana jako jedna z najdziwniejszych. W ciągu życia wykształca zaledwie dwa liście. Wieloletnia roślina dwupienna o krótkiej i nierozgałęzionej łodydze oraz palowym systemie korzeniowym.
W 2001 Kurt Swiatkowiak opisał dwa podgatunki: W. mirabilis mirabilis (z Angoli) oraz W. mirabilis namibiana. Główną różnicę stanowią kolor i struktura kwiatostanów męskich, które u mirabilis są bardziej czerwone i zwarte, a u namibiana intensywnie zielone i luźne (są większe odstępy między szyszkami).
PieńGruby i krótki, w większości schowany pod ziemią, osiągający do 50 cm wysokości i 120 cm średnicy, rozszerzający się ku górze. Im roślina starsza, tym bardziej jej łodyga rozrasta się, aż zaczyna przypominać spiłowany pień szerokości ok. 1 m. Z łodygi wyrastają pędy rozrodcze tuż przy nasadzie liści, ale nie z ich kąta jak u innych roślin, lecz nad nim.
LiścieZ pnia wyrastają tylko dwa skórzaste liście, mogące osiągać ogromne rozmiary, nawet do 6 m, przy czym połowa powierzchni może być wciąż żywa. Przyrastając u nasady, z biegiem lat stają się coraz bardziej skręcone i postrzępione. Pękają na podłużne pasy. Nigdy nie zrzucane, żyją wraz z całą rośliną kilkaset lat – najdłużej ze wszystkich liści. Służą magazynowaniu zapasów węgla w sprzyjających warunkach, dzięki czemu rośliny mogą przeżyć długie okresy suszy.
Aparaty szparkowe są obecne po obu stronach liści. Dzięki nim welwiczja może pochłaniać rosę niezbędną do przetrwania w nieprzyjaznym środowisku. Zazwyczaj rośliny pustynne mają drobne, grube liście z nielicznymi porami niemal wyłącznie na spodniej stronie (aby ograniczyć parowanie). W. mirabilis ma ok. 22 000 aparatów szparkowych/cm², a słonecznik 8500 – 15 600. Wydawać by się mogło, że takie rozwiązanie jest nieoptymalne, jednak już u dwuletniego osobnika nie można wskazać górnej czy dolnej strony z powodu zwinięcia liści.

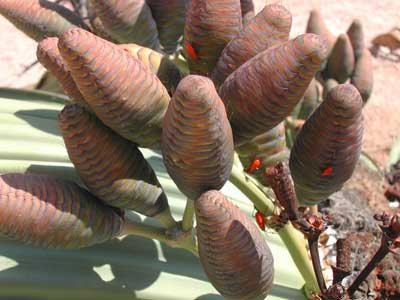
Kwiaty żeńskie

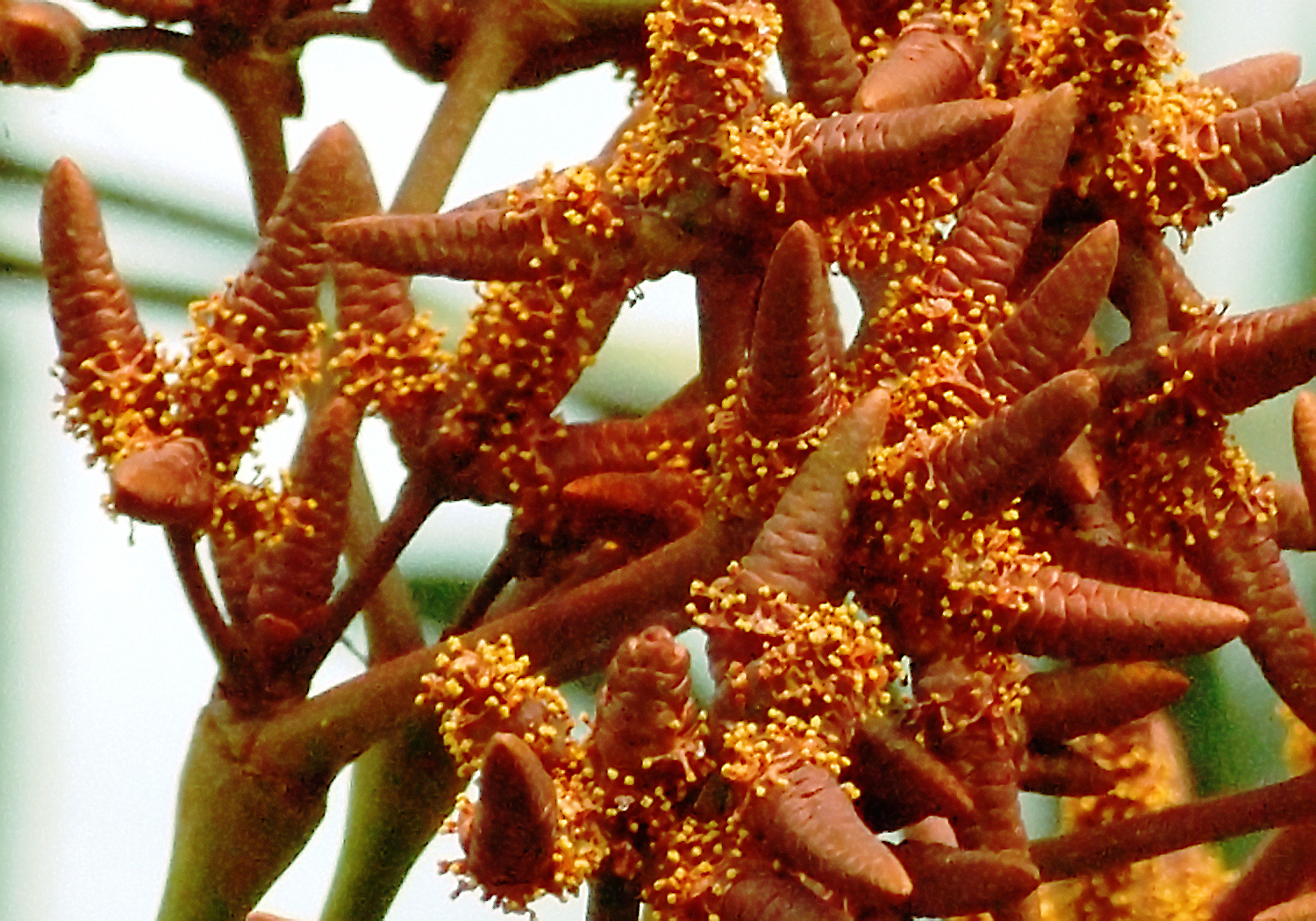
Kwiaty męskie

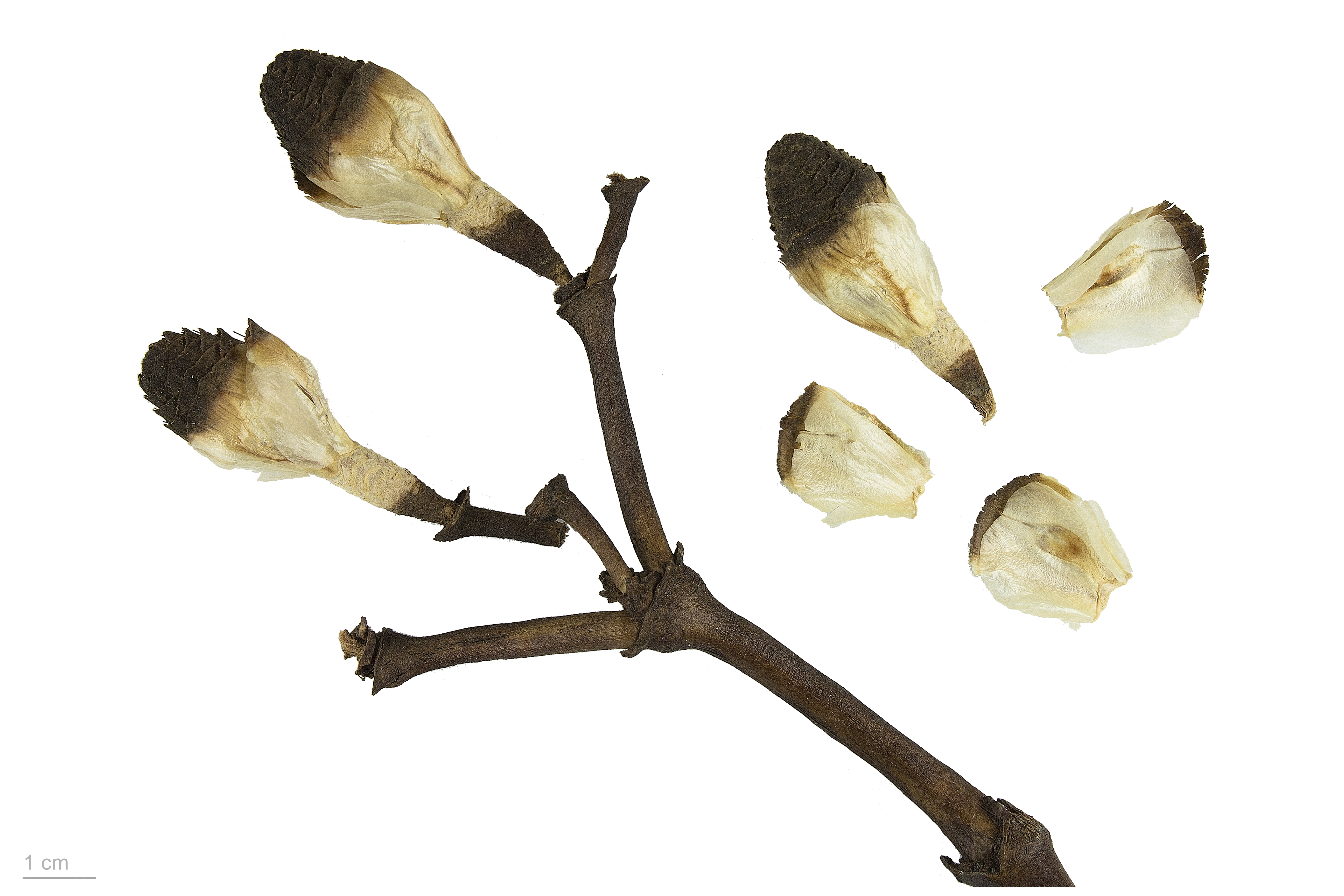
Nasiona

KwiatyKwiaty męskie i żeńskie występują na osobnych roślinach (dwupienność). Skupione są w rozgałęzione kwiatostany strobilopodobne wyrastające nad pachwinami liści. Męskie kwiaty wytwarzają czerwony pyłek, który przenoszony jest do kwiatów żeńskich przez pluskwiaki, prawdopodobnie także przez wiatr. Owady wabione są do kwiatów męskich słodkim nektarem wydzielanym w miejscu, gdzie w kwiatach żeńskich znajduje się zalążek. Nektar wypływa przez tarczowato rozszerzone ujście odpowiednika kanalika mikropylarnego w kwiatach żeńskich. Wokół tego tworu znajduje się 6 trzoneczków zakończonych mikrosynangiami powstającymi w wyniku zrastania się 3 mikrosporangiów wytwarzających pyłek. Poszczególne kwiaty męskie, zebrane w szyszkowaty kwiatostan, u nasady otoczone są przez 4 łuski. Kwiaty żeńskie skupione są w kwiatostanach podobnych do męskich, ale nieco większych. Kwiaty te powstają w kącie pojedynczej, dużej łuski i składają się z jednego zalążka, osłonki (integumentu) tworzącego długą rurkę mikropylarną oraz otaczającej taki kwiat okrywy (tzw. drugi integument).
NasionaZaopatrzone w skrzydełka.

## Biologia
Podobnie jak inne rośliny pustynne, takie jak kaktusowate i grubosz, welwiczja przeprowadza fotosyntezę CAM (Crassulacean Acid Metabolism). Jako że znaczącym źródłem pochłanianej wody jest mgła, szparki są otwarte w nocy i we wczesnych godzinach porannych. Po ich zamknięciu, dwutlenek węgla jest zużywany na fotosyntezę (odbywającą się w obecności światła). Węgiel jest magazynowany w formie kwasu jabłkowego (C4). Energochłonność tego typu fotosyntezy skutkuje bardzo powolnym wzrostem. Rocznie pień przyrasta o około 1 mm. Welwiczja może sobie jednak pozwolić na taki wydatek z powodu braku konkurencji.
Kwitnienie jest uzależnione od temperatury, która musi utrzymywać się powyżej 38 °C. Przypada na okres od listopada do stycznia. Nasiona dojrzewają w trzech okresach: lipiec/sierpień, grudzień, kwiecień/maj. Zapylaczami welwiczji jest prawdopodobnie owad Probergrothius sexpunctalis wabiony przez nektar wytwarzany w kwiatach u obu płci. Nierzadko ogromne odległości między poszczególnymi osobnikami mogą sugerować, że zapylaczami są również szerszenie, które pokonują znacznie większe dystanse niż inne owady. Dziewięć miesięcy po zapłodnieniu dojrzewają nasiona, które są przenoszone przez wiatr. Gdy zapanują odpowiednie warunki, rozpoczynają kiełkowanie.
Nasiona welwiczji są w stanie przez 48 godzin wytrzymać temperaturę 80 °C. W warunkach o wysokiej wilgotności nasiona mogą przetrwać dwa lata (czas trwania eksperymentu) w temperaturach: 20 °C, 5,5 °C oraz 16 °C.
Zarodek ma dwa liścienie (czyli jak u dwuliściennych). Welwiczja rośnie bardzo wolno i jest doskonale przystosowana do warunków pustynnych.

## Ekologia
Gatunek rośnie na obszarach pustynnych, gdzie występują mgły napływające znad oceanu. Roczne opady nie przekraczają 200 mm, przy czym subsp. mirabilis nie rośnie na obszarach o rocznych opadach poniżej 50 mm, a subsp. namibiana nie rośnie na obszarach z opadami powyżej 150 mm. Welwiczja występuje na kamienistych równinach i wyschniętych korytach cieków.
Welwiczja stanowiła niegdyś pożywienie między innymi oryksów, słoni, zebr i ludzi. Z powodu zmian w środowisku, doszło do zmian terytorialnych niektórych gatunków i współcześnie welwiczja jest pokarmem przede wszystkim zebr, nosorożców czarnych, kóz domowych i osłów.

## Historia odkrycia i nazewnictwo
Welwiczja przedziwna została odkryta 3 września 1859 r. przez austriackiego botanika Friedricha Welwitscha (1806–1872), który był przekonany, że odnalazł najwspanialszą i najbardziej majestatyczną roślinę, jaką tylko południowa część Afryki mogła zaoferować. Miejscowi nazywali ją n’Tumbo, co oznacza mniej więcej „cebula pustyni”.
Oficjalny opis gatunku został opublikowany w Gardener’s Chronicle & Agricultural Gazette 4: 71 w 1862 przez Josepha Daltona Hookera (rok później w Transactions of the Linnean Society of London 24:7, t. 1–14).
Welwitsch zaproponował lokalną nazwę tumbo, jednak roślina została nazwana na cześć odkrywcy, ale ze względu na spodziewanie wielką rangę taksonomiczną zdecydowano się na Welwitschia. Z tego też powodu nadano taksonowi nazwę gatunkową mirabilis oznaczającą „wybitny”, „osobliwy”.
Zgodnie z ogólną zasadą obowiązującą w pisowni języka polskiego od 1936 r. półsamogłoskę „j” po spółgłoskach innych niż „c”, „z” i „s” zapisuje się literą „i”. Zatem poprawna pisownia to welwiczia. Taka forma była promowana przez słowniki, jednak ze względu na powszechną wśród specjalistów pisownię welwiczja, obecnie postać ta jest również rejestrowana w słownikach poprawnościowych.

## Filogeneza i pozycja systematyczna
Najstarsze skamieliny tego gatunku pochodzą sprzed 13,5 mln lat. Nie stwierdzono różnic między skamieniałościami i roślinami współczesnymi. Gatunek uznawany jest za paleoendemit trzeciorzędowy.
Welwiczja należy do nagonasiennych, do rzędu gniotowców. Jest jedynym współczesnym gatunkiem z monotypowego rodzaju welwiczja Welwitschia i takiej też rodziny welwiczjowatych Welwitschiaceae. Rodzina ta jest siostrzaną dla rodziny gniotowatych Gnetaceae, wraz z którymi tworzy z kolej grupę siostrzaną dla przęślowatych Welwitschiaceae.
|  | Ephedraceae – przęślowate                                                                  |
|  |                                                                                            |
|  | \| \| Welwitschiaceae – welwiczjowate \| \| \| \| \| \| Gnetaceae – gniotowate \| \| \| \| |
|  |                                                                                            |
|  | Welwitschiaceae – welwiczjowate                                                            |
|  |                                                                                            |
|  | Gnetaceae – gniotowate                                                                     |
|  |                                                                                            |

|  | Welwitschiaceae – welwiczjowate |
|  |                                 |
|  | Gnetaceae – gniotowate          |
|  |                                 |

## Zagrożenia i ochrona
Welwiczja przedziwna jest chroniona w ramach systemu parków narodowych w Namibii i Angoli. Roślina jest monitorowana przez Convention on International Trade in Endangered Species of Wild Fauna and Flora (CITES), która zapobiega nielegalnemu handlowi rzadkich przedstawicieli fauny i flory.
Gatunek nie jest zagrożony wyginięciem, mimo że sporo osobników zostało zabranych przez prywatnych kolekcjonerów czy ogrody botaniczne. Pomimo że dorosłe osobniki żyją bardzo długo (nawet do 2 tysięcy lat), trudności w rozmnażaniu spowodowane ogromnymi odległościami między poszczególnymi roślinami mogą doprowadzić do wyginięcia gatunku.
Zagrożeniem dla populacji welwiczji przedziwnej jest również rozprzestrzenianie się kropidlaka czarnego Aspergillus niger var. phoenicis atakującego nasiona tej rośliny i powodującego zaburzenia kiełkowania i obumieranie siewek. Badania potwierdziły, że jednym z wektorów przenoszących zarodniki kropidlaka jest owad Probergrothius sexpunctatis. Skuteczne w zwalczaniu infekcji są środki grzybobójcze zawierające tebukonazol jako czynnik aktywny.
Welwiczja przedziwna nie jest wpisana do Czerwonej księgi gatunków zagrożonych (IUCN). Jest jednak monitorowana przez Sampled Red List Index for Plants (IUCN), która ma na celu wypracowanie odpowiednich metod trwałego zabezpieczenia zasobów i siedlisk tej rośliny.

## Zastosowanie
Roślina rzadko uprawiana, głównie w kolekcjach i ogrodach botanicznych. Uznawana jest za „świętego Graala” przez wielu kolekcjonerów roślin ze względu na ograniczoną dostępność na rynku.

## Znaczenie w kulturze
W Namibii w 1995 roku ustanowiono Wielce Starożytny Order Welwiczji Przedziwnej, przyznawany prezydentowi kraju (ex officio) oraz głowom państw.